# Вольное (Успенский район)
Во́льное — село в Успенском районе Краснодарского края. Административный центр муниципального образования «Вольненское сельское поселение».

## Варианты названия
- Вольный[2].

## География
Село расположено на левом берегу Кубани, в 18 км к северо-западу от районного центра — Успенское и в 2 км к юго-востоку от города Армавир.

## История
До начала XX века, на месте современного аула располагался черкесский аул Вольный (адыг. Джаус). В 1895 году из 1407 жителей аула, в Турцию было депортировано 1318 человек (210 семей из 225). А оставшееся население было расселено по близлежащим черкесским аулам. 
Современное село Вольное было основано в 1901 году.

## Население
| 2002 | 2010  | 2021  |
| ---- | ----- | ----- |
| 3450 | ↗3504 | ↗3739 |

Национальный состав
По данным Всероссийской переписи населения 2002 года:
| Народ    | Численность, чел. | Доля от всего населения, % |
| -------- | ----------------- | -------------------------- |
| русские  | 2 945             | 85,4 %                     |
| армяне   | 158               | 4,6 %                      |
| цыгане   | 107               | 3,1 %                      |
| украинцы | 85                | 2,5 %                      |
| немцы    | 50                | 1,4 %                      |
| другие   | 105               | 3,0 %                      |
| Всего    | 3 450             | 100,0 %                    |

## Известные уроженцы
- Сагал Елена Михайловна — российская предпринимательница и политик, член Совета Федерации (2009—2012)